# Lá cờ

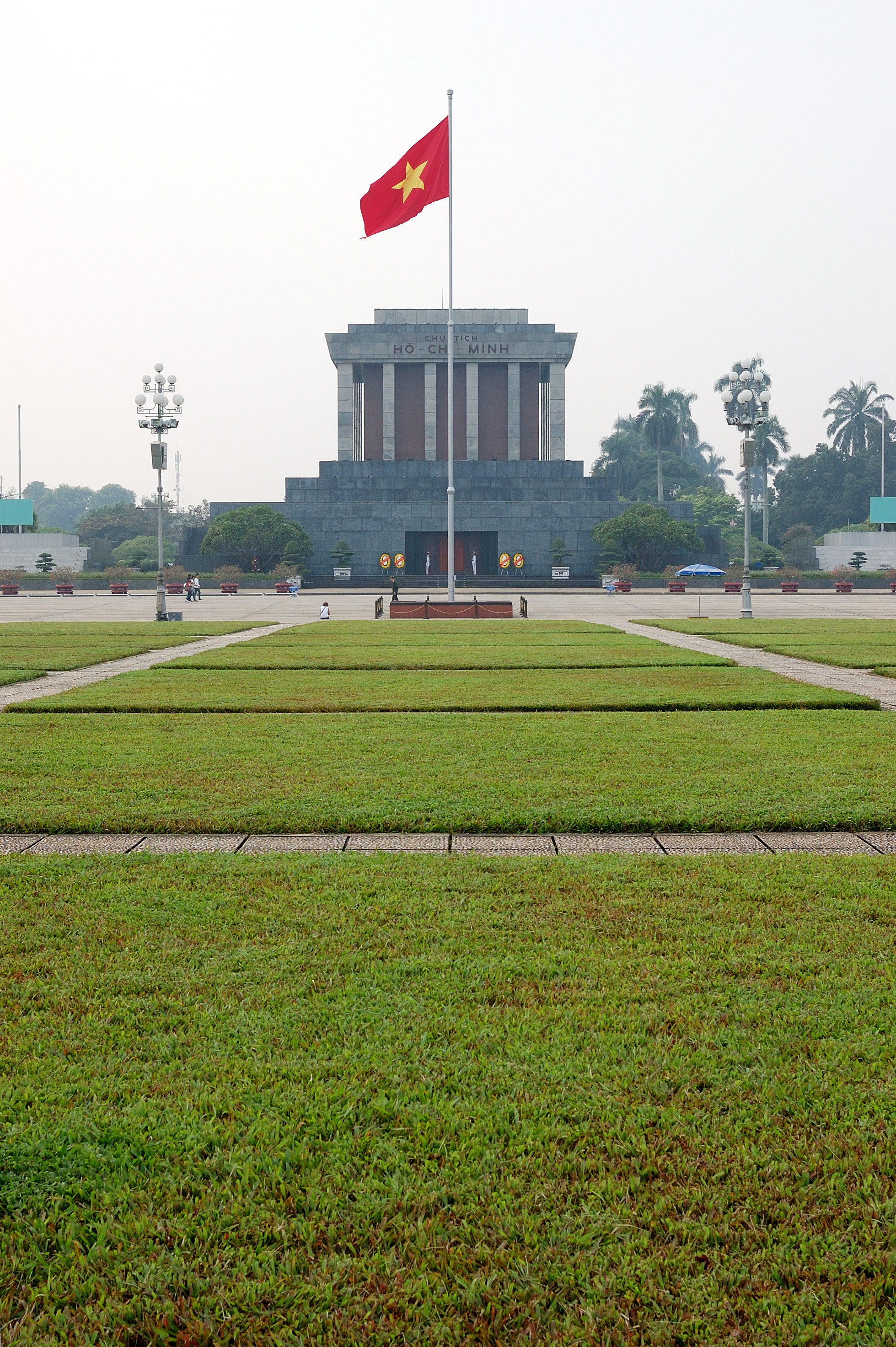
Lá cờ Việt Nam

Lá cờ là một mảnh vải với thiết kế đặc biệt và được sử dụng như một nghi trượng, thiết bị truyền tín hiệu hoặc để trang trí.
Những lá cờ đầu tiên được sử dụng để hỗ trợ cho sự phối hợp quân sự trên chiến trường, và lá cờ đã phát triển thành một công cụ chung cho tín hiệu thô sơ để nhận dạng nhau, đặc biệt là trong môi trường cần liên lạc bằng tín hiệu (ví dụ semaphore được sử dụng trên biển). Quốc kỳ là biểu tượng của sự hùng mạnh và lòng yêu nước mang nhiều ý nghĩa, mà thường là sự liên tưởng đến sức mạnh quân sự do nguồn gốc của lá cờ là dùng trong quân sự. 

## Lịch sử

Các thành phần thường thấy của một lá cờ

## Phân loại

### Chức năng
- Cờ quốc gia (Quốc kỳ)
- Cờ dân sự
- Cờ chiến tranh (Quân kỳ)
- Cờ quốc tế
- Cờ hàng hải
- Cờ lễ hội
- Cờ tôn giáo
- Cờ ngôn ngữ
- Cờ thể thao